# Wanted: Dead or Alive (Kool G Rap & DJ Polo)
Wanted: Dead or Alive è il secondo album del duo statunitense formato dal rapper Kool G Rap e da DJ Polo, pubblicato il 14 agosto del 1990. L'album è prodotto e distribuito dalla Warner Bros. Records per i mercati di Stati Uniti, Canada e Germania. Nel 1997 è ridistribuito nel mercato statunitense dalla Cold Chillin'. Nel 2006 la P-Vine Records lo commercializza per il solo mercato nipponico e nel 2007 Traffic Entertainment Group e Cold Chillin' distribuiscono nuovamente il disco per il mercato statunitense.
I singoli Streets of New York ed Erase Racism ottengono una notevole rotazione televisiva nel programma Yo! MTV Raps, inoltre la prima è accreditata da Nas come una fonte d'ispirazione per la sua canzone NY State of Mind presente nel suo album d'esordio acclamato dalla critica Illmatic.
A livello di testo, l'album mostra una maggiore varietà di temi rispetto a Road to the Riches, dalle smargiasse battaglie rap che dominavano nel lavoro precedente, si arriva ad argomenti quali il crimine, la povertà, il razzismo e l'osceno dirty rap. Forse più significativamente, è presente più efansi sulle vivide descrizioni del crimine e dello squallore urbano (Streets of New York) e sui riferimenti al crimine organizzato, alla violenza delle gang, agli omicidi su commissione e ai film di mafia (tra cui la title track, Money in the Bank e Death Wish), che aiuta a cementare la reputazione di Kool G Rap come fondatore del mafioso rap.

## Ricezione
Allmusic assegna 4/5 stelle, scrivendo che «Marley Marl resta a bordo e anche Large Professor ed Eric B. sono andati avanti per aiutare a produrre il secondo album di Kool G Rap & DJ Polo. Con una gamma maggiore di suoni e l'espansione del raggio lirico di [Kool] G Rap, Wanted: Dead or Alive è completamente meritevole dello status di classico. Streets of New York [...] cementa il ruolo di Kool G Rap & DJ Polo come leggende dell'East Coast e mostra il talento di Kool G Rap come abile narratore. Questo album è solo una parte della moltitudine di brillanti registrazioni rap del 1990, ma non si perderà mai tra queste.» Christgau lo archivia semplicemente come «hard again», assegnandogli due stelle.
| Recensione       | Giudizio |
| ---------------- | -------- |
| AllMusic         | [ 1 ]    |
| Robert Christgau | **       |
| Rolling Stone    | [ 4 ]    |
| The Source       | [ 5 ]    |
| Sputnikmusic     | 4.5/5    |

## Tracce
1. Streets of New York – 4:18 (testo: Nathaniel Wilson – musica: Kool G Rap, Large Professor, Anton)
2. Wanted: Dead or Alive – 4:33 (testo: Wilson – musica: Kool G Rap, Large Professor, Eric B. (co-prod.), Lynn Star Production, Inc (co-prod.))
3. Money in the Bank (featuring (non accreditati) Ant Live, Freddy Fox & Large Professor) – 5:00 (testo: Wilson – musica: Large Professor)
4. Bad to the Bone – 5:23 (testo: Wilson – musica: Kool G Rap, Large Professor, Eric B. (co-prod.), Lynn Star Production, Inc (co-prod.) Robert Stevenson (tastiere))
5. Talk Like Sex – 5:12 (Kool G Rap)
6. Play It Again, Polo – 4:09 (testo: Wilson – musica: Kool G Rap, Large Professor, Eric B. (co-prod.), Lynn Star Production, Inc (co-prod.))
7. Erase Racism (featuring Big Daddy Kane & Biz Markie) – 4:30 (testo: Wilson, Antonio Hardy, Marcel Hall – musica: Biz Markie, Cool V (co-prod.))
8. Kool is Back – 3:25 (testo: Wilson – musica: Kool G Rap, Large Professor, Eric B. (co-prod.), Lynn Star Production, Inc (co-prod.))
9. Play It Kool – 4:30 (testo: Wilson – musica: Kool G Rap, Large Professor, Eric B. (co-prod.), Lynn Star Production, Inc (co-prod.))
10. Death Wish – 4:04 (testo: Wilson – musica: Kool G Rap, Large Professor, Eric B. (co-prod.), Lynn Star Production, Inc (co-prod.))
11. Jive Talk – 4:36 (testo: Wilson – musica: Anton, DJ Polo)
12. The Polo Club – 4:01 (testo: Wilson – musica: Anton, DJ Polo)
13. Rikers Island – 5:33 (musica: Marley Marl)

Durata totale: 59:14

## Classifiche

### Classifiche settimanali
| Classifica (1990)         | Posizione massima |
| ------------------------- | ----------------- |
| US Top R&B/Hip-Hop Albums | 34                |